# Cecil Parker
Cecil Parker, född 3 september 1897 i Hastings, East Sussex, England, död 20 april 1971 i Brighton, England, var en brittisk skådespelare. Parker medverkade i ett 90-tal främst brittiska filmer, samt en handfull TV-produktioner. För det mesta dök han upp i större biroller i komedifilmer.

## Filmografi, urval
- 1937 – Storm i en tekopp
- 1938 – Citadellet
- 1938 – En dam försvinner
- 1940 – Stjärnorna blicka ned
- 1945 – Caesar och Cleopatra
- 1949 – Under Capricorn
- 1951 – Det mörka rummet
- 1951 – Mannen i vita kostymen
- 1954 – Mästerdetektiven
- 1955 – Hovnarren
- 1955 – Ladykillers
- 1956 – 23 steg till Baker Street
- 1957 – Skeppsbrutna i paradiset
- 1958 – Indiskret
- 1959 – Spökskeppet - kampen om Mary Deare
- 1960 – Skeppsbrott i Söderhavet
- 1963 – Vilket himla liv
- 1963 – Spexmakaren